# Прокоповка (Гомельская область)
Прокоповка (бел. Прако́паўка) — деревня в Черетянском сельсовете Гомельского района Гомельской области Беларуси.
Поблизости есть месторождение железняка.

## География

### Расположение
В 48 км на юго-восток от Гомеля, 15 км от железнодорожной станции Кравцовка (на линии Гомель — Чернигов).

### Гидрография
На реке Терюха (приток реки Сож).

## Транспортная сеть
Автодорога Тереховка — Гомель. Планировка состоит из прямолинейной улицы, ориентированной с юго-востока на северо-запад и застроенной деревянными домами усадебного типа.

## История
По письменным источникам известна с XIX века как деревня во владении дворян Лисовских, в Белицком уезде Могилёвской губернии. Хозяин одноимённого поместья владел в 1845 году 1421 десятиной земли. В 1884 году работал хлебозапасный магазин и водяная мельница. 
Согласно переписи 1897 года находилась в Марковичской волости Гомельского уезда. В 1909 году работали школа, мельница.
В 1926 году работали почтовый пункт, начальная школа. Рядом, в бывшем фольварке, действовало семенное хозяйство. С 8 декабря 1926 года по 20 сентября 1983 года центр Прокоповского сельсовета Носовичского, с 4 августа 1927 года Тереховского, с 25 декабря 1962 года Добрушского, с 18 января 1965 года Гомельского районов Гомельского округа (до 26 июля 1930 года), с 20 февраля 1938 года Гомельской области. В 1930 году организован колхоз «Ударник», работали ветряная мельница и кузница. Во время Великой Отечественной войны в сентябре 1943 года немецкие оккупанты сожгли 79 дворов. Освобождена 27 сентября 1943 года, в боях за деревню погибли 97 советских солдат (похоронены в братской могиле в сквере около школы). На фронтах и в партизанской борьбе погибли 56 жителей, память о которых увековечивает Курган Славы. 
В 1959 году в составе колхоза «Первомайский» (центр — деревня Маковье). Расположены 9-летняя школа, клуб, библиотека, фельдшерско-акушерский пункт, отделение связи, магазин.

## Население

### Численность
- 2004 год — 50 хозяйств, 121 житель

### Динамика
- 1884 год — 34 двора, 177 жителей
- 1897 год — 50 дворов, 244 жителя (согласно переписи)
- 1909 год — 258 жителей
- 1926 год — 71 двор, 395 жителей, в фольварке — 7 дворов, 76 жителей
- 1926 год — 86 дворов
- 1959 год — 256 жителей (согласно переписи)
- 2004 год — 50 хозяйств, 121 житель.

## Достопримечательность
- Братская могила (1943) —  Историко-культурная ценность Республики Беларусь, шифр 313Д000217

## Известные уроженцы
- Н. Н. Шклярова — белорусская поэтесса